# Vlagzalm
De vlagzalm (Thymallus thymallus) is een vis die in de Benelux inheems is. Hij geldt in Nederland als uitgestorven (verdwenen). De Belgische vlagzalm is ondanks zijn naam niet verwant.

## Kenmerken
De vlagzalm is genoemd naar de grote gekleurde rugvin, die ongewoon lang en hoog is. Op het grijsbruine lichaam komen zwarte stippen en een vetvin voor. Met een beetje geluk kan hij zes jaar oud worden en 50 cm lang met een gewicht tot 6,5 kg.

## Leefwijze
Het voedsel van deze vis bestaat uit insecten, kleine wormen en kleine kreeftachtigen. Grote exemplaren worden territoriaal in hun gedrag.

## Voortplanting
Hij zet zijn kuit af in een met zand of grind bedekte bodem. De vlagzalm paait in de periode maart tot mei in ondiepe paaiplaatsen. Tijdens de eiafzetting slaat het mannetje de lange rugvin over de rug van het vrouwtje. De soort is, minstens in een klein gebied in Noorwegen, polygyn.

## Verspreiding en leefgebied
Deze soort komt voor in Noord-, West- en Midden-Europa in zoet water, zoals koele meren, snelstromende beken en riviertjes met een hoog zuurstofgehalte. De vlagzalm wordt ook wel uitgezet door vissers.

## Ecologische betekenis
De vlagzalm geeft de vlagzalmzone zijn naam, water van dit type kan gevonden worden langs de Geul, en in de bovenloop van de Maas. De vlagzalm is erg gevoelig voor vervuiling en heeft een groot leefgebied nodig. Echte wilde populaties zijn in Nederland uitgestorven; de vissen die in de Maas en de Geul of elders in een beek rondzwemmen, zijn het resultaat van uitzettingen. Vanwege hun gevoeligheid voor de waterkwaliteit worden ze in laboratoria gebruikt om verontreiniging van rivierwater aan te tonen.

### Status in Nederland en Vlaanderen
De vlagzalm staat op de Nederlandse rode lijst als Verdwenen en zo ook op de Vlaamse rode lijst omdat zich daar geen zelf in stand houdende populaties meer bevinden. De vlagzalm staat niet op de internationale rode lijst, want geldt volgens de criteria van de IUCN nog als niet bedreigd.

## Naam in andere talen
- Duits: Äsche
- Engels: grayling
- Frans: ombre
- Russisch: charioes (хариус)